# Sínese
Sínese é termo tradicional gramatical e retórico derivado do grego σύνεσις (originalmente significando "unificação, encontro, sentido, consciência, intuição, realização, mente, razão").
Um constructio kata synesin (ou constructio ad sensum em latim) é uma construção gramatical em que uma palavra assume o gênero ou número não da palavra com a qual deveria concordar regularmente, mas de alguma outra palavra implícita (oculta) nessa palavra. É efetivamente uma concordância de palavras com o sentido, em vez da forma morfossintática, um tipo de incompatibilidade do sentido da forma.
Exemplos:
Cem dólares é o custo do aluguel.
Se a banda for popular, eles tocarão no próximo mês.
Aqui, o pronome plural eles correferencia o substantivo no singular banda. Pode-se pensar no antecedente de eles como um substantivo plural oculto, como músicos.
Tal uso na gramática inglesa é frequentemente chamado de concordância nocional, porque a concordância é com a noção do que o substantivo significa, ao em vez da forma gramatical estrita do substantivo (a concordância formal normativa). O termo concordância situacional também é encontrado, uma vez que a mesma palavra pode assumir um verbo no singular ou no plural, dependendo da interpretação e da ênfase pretendida pelo falante ou escritor:
O governo está unido. (Implicação: é um único corpo coeso, com uma única política acordada).
O governo estão divididos. (Implicação: é formado por diferentes indivíduos ou facções, com suas próprias visões políticas diferentes).
Outros exemplos de acordo nocional para substantivos coletivos envolvem alguns usos das palavras equipe e nenhum.